# Strada statale 504 di Mormanno
La ex strada statale 504 di Mormanno (SS 504), già strada provinciale 3 ex SS 504 Scalea-Mormanno (SP 3), è una strada provinciale italiana, il cui percorso si snoda nella Provincia di Cosenza.

## Percorso
La strada ha inizio dalla ex strada statale 19 delle Calabrie alle porte del centro abitato di Mormanno, all'interno del parco nazionale del Pollino. Presenta subito un percorso contorto, tipico dell'attraversamento appenninico raggiungendo un'altitudine massima non superiore agli 850 metri. Dopo 5 km è presente lo svincolo Mormanno dell'A3 Napoli-Reggio Calabria; la strada raggiunge quindi il fiume Lao che costeggia per diversi km, attraversando il centro abitato di Papasidero e della sua frazione Tremoli.
L'arteria abbandona quindi il parco e si distacca dal fiume, toccando il paese di Santa Domenica Talao e proseguendo verso la costa dove raggiunge Scalea e si innesta sulla strada statale 18 Tirrena Inferiore.
In seguito al decreto legislativo n. 112 del 1998, dal 2002 la gestione è passata dall'ANAS alla Regione Calabria, che ha provveduto al trasferimento dell'infrastruttura al demanio della Provincia di Cosenza.